# 李權時
李權時（1895年—1975年/1982年）字雨生，浙江镇海县人，中國经济学家。
1918年赴美留学，在美期间获得碧洛脱大学经济学学士、芝加哥大学经济学硕士和哥伦比亚大学经济学博士学位，1922年归国，1922年至1945年间历任复旦大学教授兼教务长、商科主任、商学院院长（1924年）、经济系主任、上海交通大学、大夏大学、光华大学、上海商学院、东吴大学、之江大学、震旦女子文理学院等校教授，1932年9月9日出任中華民國審計部審計。1934年任上海銀行協會《银行周报》編輯。1943年1月28日任汪精衛政權全國經濟委員會委員。1945年赴香港担任华侨工商学院教授及经济系主任。1950年回国，担任东北人民大学经济系教授。1956年参加民革，曾任民革吉林省常委及天津市民革对台工作委员会委员。